# Église Saint-Blaise de Clermont-les-Fermes
L'église Saint-Blaise est une église située à Clermont-les-Fermes, en France.

## Description
L'église qui a été restaurée en 2015 pour retrouver son apparence ancestrale. Elle a aujourd'hui un toit en tuiles et non plus en ardoises, ainsi que des gouttières en cuivre.

## Localisation
L'église est située sur la commune de Clermont-les-Fermes, dans le département de l'Aisne.